# Ben Jonson
 Der er flere personer med dette navn, se Ben Johnson (flertydig).
Benjamin Jonson (født ca. 11. juni 1572, død 6. august 1637) var en engelsk renæssancedramatiker, digter og skuespiller. Han var en god ven af William Shakespeare og er bedst kendt for sine skuespil Volpone og The Alchemist og sine lyriske digte. Han var meget belæst og havde en tilsyneladende umættelig appetit på kontroverser. Jonson havde en meget stærk indflydelse på flere generationer engelske forfattere. 